# کرومباخ (تورینگن)
کرومباخ (به آلمانی: Krombach) یک شهر در آلمان است که در آیشسفلد واقع شده‌است. کرومباخ ۲۱۰ نفر جمعیت دارد.